# Jazgarzew (gmina)
Jazgarzew – dawna gmina wiejska istniejąca do 1954 roku w woj. warszawskim. Siedzibą władz gminy był Jazgarzew.
Za Królestwa Polskiego gmina należała do powiatu górnokalwaryjskiego w guberni warszawskiej. W związku ze zniesieniem powiatu górnokalwaryjskiego w 1879 gminę przyłączono do powiatu grójeckiego w tejże guberni.
11 lipca 1917 z gminy Jazgarzew wyłączono Wolę Piasecką, włączając ją do powiatu warszawskiego, gdzie została włączona do Piaseczna (leżącego przy samej granicy powiatowej).
W okresie międzywojennym gmina Jazgarzew należała do powiatu grójeckiego w woj. warszawskim. 20 października 1933 gminę Jazgarzew podzielono na 28 gromad (odpowiednik sołectw):
- Antoninów, Baszkówka, Bąkówka, Bobrowiec, Bogatki, Chojnów, Głosków, Głosków Nowy, Gołków, Gołków Nowy, Grochowa, Jastrzębie, Jazgarzew, Jesówka, Kuleszówka, Łbiska, Miasto-Las-Zalesie, Mieszkowo, Orzeszyn, Pęchery, Pilawa, Runów, Władysławów, Wola Gołkowska Wólka Kozodawska, Wólka Kozodawska Letnisko, Wólka Pracka i Żabieniec.

1 listopada 1938 z gromady Jesówka wyodrębniono nową gromadę Zalesie Górne, zwiększając tym samym liczbę gromad gminy Jazgarzew do 29.
Po wojnie gmina zachowała przynależność administracyjną.
1 lipca 1952 roku gminę Jazgarzew przyłączono do nowo utworzonego powiatu piaseczyńskiego. Równocześnie do gminy Jazgarzew przyłączono część obszaru zniesionej gminy Nowo-Iwiczna (3 gromady: Czarnów, Siedliska i Wierzbno). Natomiast część obszaru gminy Jazgarzew włączono: do Piaseczna (3 gromady: Gołków Nowy, Miasto-Las-Zalesie i Wólka Kozodawska Letnisko) i do nowo utworzonej gminy Głosków (14 gromad: Antoninów, Baszkówka, Bąkówka, Bobrowiec, Bogatki, Głosków, Głosków Nowy, Grochowa, Kuleszówka, Mieszkowo, Runów, Władysławów, Wola Gołkowska i Wólka Pracka).
Według stanu z 1 lipca 1952 roku gmina składała z 15 gromad: Chojnów, Czarnów, Gołków, Jastrzębie, Jazgarzew, Jesówka, Łbiska, Orzeszyn, Pęchery, Pilawa, Siedliska, Wierzbno, Wólka Kozodawska, Zalesie Górne i Żabieniec.
Gminę zniesiono 29 września 1954 roku wraz z reformą wprowadzającą gromady w miejsce gmin. Jednostki nie przywrócono 1 stycznia 1973 roku po reaktywowaniu gmin, a z jej dawnego obszaru powstały nowe gminy Piaseczno, Konstancin-Jeziorna i Lesznowola.